# Boerkini

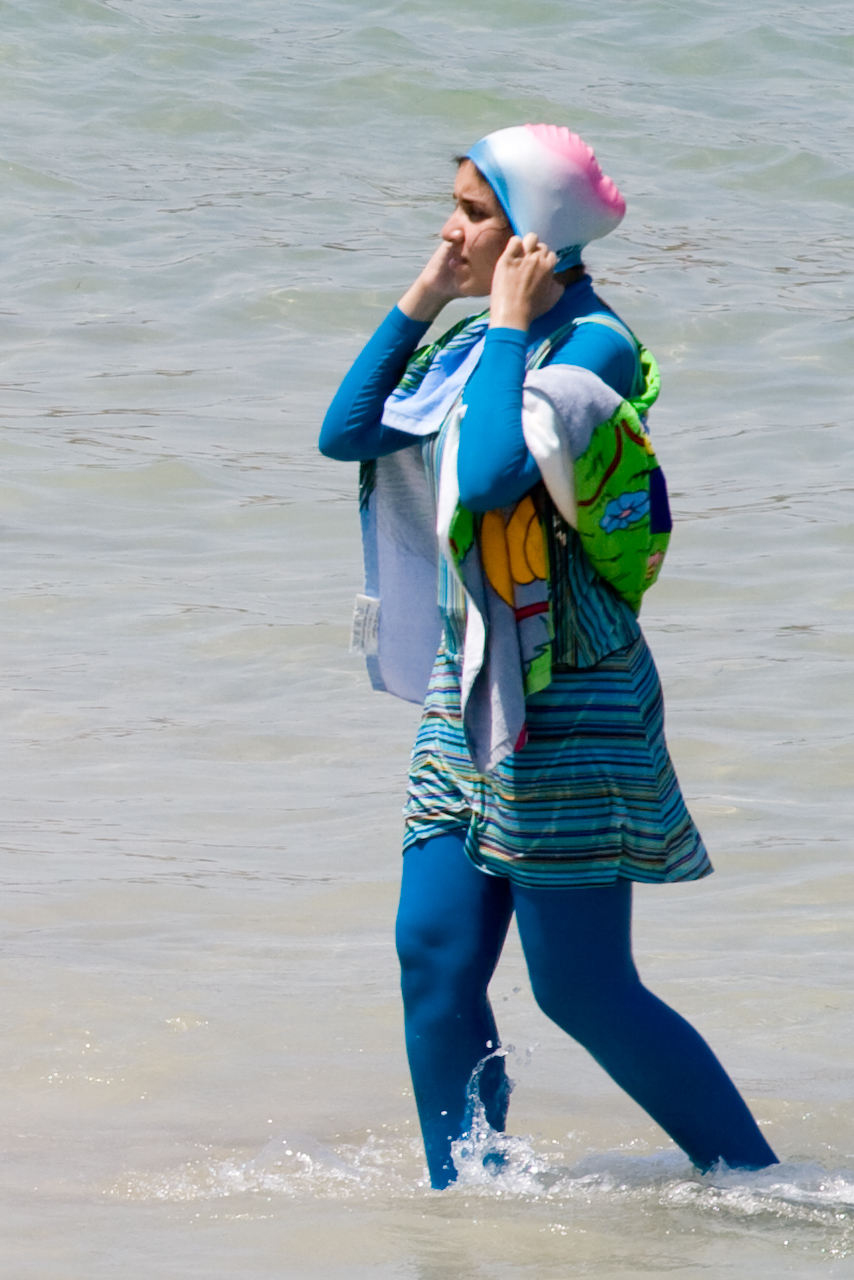
Vrouw in boerkini in de Egyptische badplaats Alexandrië

De boerkini (soms gespeld als burqini) is een tweedelig badpak met mouwen, lange pijpen en een hoofddoek, dat, in tegenstelling tot een boerka, het gezicht, de voeten en handen onbedekt laat. Het stelt vrouwen in staat te zwemmen zonder daarbij hun lichaam bloot te hoeven geven, met name moslimvrouwen die een bepaalde interpretatie van de islamitische kledingvoorschriften volgen. De naam is een porte-manteauwoord van boerka en bikini.

## Kenmerken
De boerkini is ontworpen door de Libanees-Australische Aheda Zanetti, die het omschreef als "de perfecte oplossing voor moslimvrouwen die willen zwemmen". De zwemkleding lijkt op een wetsuit met een ingebouwde hoofddoek in de kap, maar zit losser rond het lichaam en is gemaakt van zwemstof in plaats van rubber. De boerkini is er in allerlei verschillende kleuren en met diverse dessins.
De prijs van een boerkini ligt tussen de 130 en 150 euro. Ze worden gemaakt van een speciale stof met een UV-beschermingsfactor 50. De stof droogt snel en plakt niet aan het lichaam. De drager heeft meer weerstand in het water.

## Omstreden
De boerkini is omstreden. Zo weigerde het Hanzebad in Zwolle badgasten die deze zwemkleding dragen buiten de speciale openingsuren voor allochtonen, omdat bezoekers tijdens de normale openingsuren wegbleven. Inmiddels heeft de directie haar standpunt gewijzigd na gesprekken met sportwethouder Janco Cnossen en de landelijke vereniging Sport en Gemeente. De boerkini is nu wel toegestaan in het Hanzebad.
In zwembad Het Sportpark in Almelo was de boerkini voor een aantal zwemmers reden om te klagen bij de directie. De directeur van het zwembad zag echter geen enkele aanleiding om de vrouw te weren uit het zwembad. "Een boerkini is gewoon een groot soort zwempak", heeft directeur Erik Busscher verklaard.
In zwembaden in Enschede die vallen onder het bestuur van Enschedese Zwembaden is de boerkini verboden. Vrouwen worden bij de deur geweigerd indien ze in een boerkini willen zwemmen.
Voormalig staatssecretaris Jet Bussemaker is van mening dat de boerkini bijdraagt aan de integratie van moslimvrouwen in de sport, omdat de moslima's daarmee ook gewoon naar het zwembad kunnen.
Andere beleidsdragers daarentegen wijzen op het discriminerende karakter van de boerkini. De Franse premier Manuel Valls, nochtans geen voorstander van een algemeen verbod, stelt dat het kledingstuk de belichaming is van een politiek project om vrouwen te onderwerpen. “Achter de boerkini zit het idee dat vrouwen van nature onzedelijk en onrein zijn en dat ze hun lichaam daarom volledig moeten bedekken”.
Ook in veel Belgische steden waaronder Antwerpen en Gent is de boerkini in zwembaden verboden. Aan het strand van Cannes ook.